# Musikåret 1951

## Händelser

### Januari
- 29 januari – Nilla Pizzi vinner den första San Remo-festivalen med låten "Grazie dei fiori".[1]

### Februari
- Februari – Det första kompletta framförandet av Charles Ivess andra symfoni ges i Carnegie Hall av New York Philharmonic-Symphony Orchestra, conducted by Leonard Bernstein.[2]

### April
- 18 april – En artikel, "Kampen mot formalism i konst och litteratur, för en progressiv tysk kultur", finns med i Tägliche Rundschau, en östtysk dagstidning, och Östtysklands nya kulturpolitik utfäras.[3]

### Maj
- 9–26 maj – Drottning Elizabeths tävling för violin hålls för första gången under detta namn i Bryssel. Leonid Kogan tilldelas första pris.[4]

### Juni
- 9 juni – Joseph Haydns opera Orpheus and Eurydice har världspremiär på Maggio Musicale Fiorentino.[5]
- 14 juni - Bill Haley and His Saddlemen spelar in sin version av "Rocket 88", som blandar rhythm and blues-arrangemanget i originalversionen (av Jackie Brentson and the Delta Cats) med country, vilket av många anses vara den första rocklåten.
- 20 juni - Birgit Nilssons internationella debut, Glyndebourne Festival Opera, som Elektra i Mozarts Idomeneo, sex föreställningar, till 14 juli.

### Juli
- 2–14 juli – Den sjunde upplagan av årliga Cheltenham Music Festival hålls i Cheltenham, med framförandet av Brian Easdales opera, The Sleeping Children, samt premiär för första symfonierna av Malcolm Arnold, John Gardner, och Arnold van Wyk, Franz Reizensteins sernad för blås, och Maurice Jacobsons symfoniska svit, samt framförandet av verk av Humphrey Searle, Robert Masters, Benjamin Frankel och Philip Sainton.[6]
- 14–21 juli – Haslemere Music Festival, där sex konserter med tidig musik ges, hålls i Haslemere.[7]
- 29 juli - Wagner-festspelen i Bayreuth öppnar igen efter andra världskriget, nu under ledning av Wieland Wagner, med en öppningskonsert med Beethovens nia dirigerad av Wilhelm Furtwängler, följd av produktioner av Der Ring des Nibelungen, Parsifal och Die Meistersinger.[8].

### Augusti
- Augusti – Den årliga Salzburgfestivalen hålls i Salzburg, med fyra operaproduktioner från Wiener Staatsoper: Mozarts Idomeneo och Die Zauberflöte, samt Verdis Otello, alla dirigerade av Wilhelm Furtwängler, och Bergs Wozzeck, dirigerad av Karl Böhm, samt sju orkesterkonserter av Wienerfilharmonikerna (två dirigerade av Wilhelm Furtwängler och en av Edwin Fischer, Rafael Kubelík, Eugen Jochum, Karl Böhm, och Leopold Stokowski), samt sex koralkonserter, fyra kammarmusikkonserter, tre solokonserter, samt flera mindre händelser.[9]

### September
- 5 september – Premiär för månadslånga Berlinfestivalen för konst, med framföranden på Nya Schillertheatern med Beethovens nia dirigerad av Berlinerfilharmonikerna, regisserad av Wilhelm Furtwängler. Dessutom ingår framföranden av Gian Carlo Menotti's The Consul, Benjamin Brittens Let's Make an Opera!, och första tyska framförandet av Oklahoma!.[10]
- 17–22 september – Den fjärde årliga Swansea Festival of Music and the Arts hålls i Swansea, med ett kontroversiellt tal av walesiska kompositören, Daniel Jones. Festival är avslutning på Festival of Britain och består av sju programme, med bland andra walesiska kompositören Arwel Hughess nya oratorium St. David och medverkanden av Victoria de los Ángeles, Zino Francescatti, André Navarra, Walter Susskind och Jean Martinon.[11]

### Oktober
- 6–7 oktober – Donaueschinger Musiktage innebär världspremiär för Ernst Kreneks dubbelkonsert för viola, piano, och liten orkester, Rolf Liebermanns Piano Sonata, Pierre Boulezs, Polyphonie X för 18 soloinstrument, Hermann Reutter's, Der himmlische Vagant, Lyrical Portrait des F. Villon von Klabund för alt- och baritonröster och instrumentalensemble, samt Marcel Mihalovici's [Étude en deux parties] for piano och ensemble, samt första tyska framförandet av verk av Messiaen, Guido Turchi, Harsányi, Jelinek, och Honegger, samt ett framförande av Henzes tredje symfoni .[12]
- 22 oktober – Nya Royal Opera House i London öppnas, med en produktion av Puccinis Turandot, dirigerad av Sir John Barbirolli samt med Gertrude Grob-Prandl i titelrollen.[13]

### November
- 29 november–3 december – Hamburgs radiosymfoniorkester, dirigerad av Hans Schmidt-Isserstedt, ger fyra konserter i London som en del av en konsertturné till England och Irland bestående av 13 konserter.[14]

### December
- 7 december – Invigningen av operasäsongen på La Scala i Milano sker tre veckor tidigare än det traditionella datumet 26 september, med Verdis I vespri siciliani och Stravinskijs The Rake's Progress.[15]

### Okänt datum
- Gerhard Rühm framför tillsammans med Hans Kann sin Geräuschsinfonie (Oljudssymfoni) i Wien.
- Metronome ger ut den första svenska LP-skivan.[16]
- Philips svenska dotterbolag påbörjar i slutet av året sin verksamhet.[17]
- Svenska skivbolaget Cavalcade börjar ge ut skivor.[18]

## Årets singlar och hitlåtar
Vänligen sortera soloartister på efternamn, musikgrupper på förstabokstaven (utan engelskans "The" och "A")
- Rosemary Clooney - Beautiful Brown Eyes [19]

## Operor
- Ralph Vaughan Williams – The Pilgrim's Progress[20]

## Födda
- 10 januari – Rockwell Blake, amerikansk operasångare.
- 16 januari – Klas Torstensson, svensk tonsättare.
- 20 januari – Ian Hill, brittisk musiker, basist i Judas Priest.
- 30 januari – Phil Collins, brittisk musiker.
- 9 mars – Mikael Samuelson, svensk sångare, skådespelare och kompositör.
- 6 april – Sven Ahlin, svensk tonsättare.
- 21 april – Tony Danza, amerikansk skådespelare och musiker.
- 4 maj – Mick Mars, amerikansk gitarrist och låtskrivare i Mötley Crüe
- 3 maj – Christopher Cross, amerikansk popmusiker och kompositör.
- 19 maj – Joey Ramone, amerikansk musiker, sångare i rockbandet The Ramones.
- 9 juni – James Newton Howard, amerikansk filmmusik-kompositör.
- 21 juni – Nils Lofgren, amerikansk musiker, gitarrist.
- 2 augusti – Freddie Wadling, svensk sångare och skådespelare.
- 19 augusti – John Deacon, brittisk musiker, basist i Queen.
- 25 augusti – Rob Halford, brittisk sångare och låtskrivare (Judas Priest).
- 31 augusti – Dror Feiler, svensk-israelisk tonsättare, musiker och konstnär.
- 27 september – Meat Loaf, eg. Marvin Lee Aday, amerikansk rockmusiker.
- 2 oktober – Sting, eg. Gordon Matthew Sumner, brittisk pop/rocksångare.
- 5 oktober – Bob Geldof, irländsk musiker och sångare, initiativtagare till Live Aid 1985.
- 14 oktober – Max Käck, svensk tonsättare och cellist.
- 15 oktober – Ragnar Grippe, svensk tonsättare.
- 17 oktober – Roger Pontare, svensk musiker.
- 2 november – Rolf Enström, svensk tonsättare.
- 1 december
  - Richard Hobert, svensk journalist, manusförfattare, kompositör och regissör.
  - Jaco Pastorius, amerikansk musiker, basist.
- 3 december – Johannes Johansson, svensk tonsättare, kyrkomusiker och musikchef.
- 31 december – Tom Hamilton, amerikansk musiker, basist i Aerosmith.

## Avlidna
- 24 januari – Hildor Lundvik, 65, svensk tonsättare och dirigent.
- 8 februari – Jean Claesson, 68, svensk skådespelare och kabaretsångare.
- 6 mars – Ivor Novello, 58, engelsk skådespelare, regissör, manusförfattare och sångtextförfattare.
- 7 mars – Åke Malmfors, 32, svensk, tonsättare, körledare och dirigent.
- 16 mars – Ivar Widéen, 79, svensk kyrkomusiker och tonsättare.
- 15 april – Sara Cahier, 76, amerikansk operasångare (alt).
- 13 juli – Arnold Schönberg, 76, österrikisk-amerikansk tonsättare.
- 15 augusti – Artur Schnabel, 69, polsk-österrikisk pianist.
- 9 november – Sigmund Romberg, 64, ungersk-amerikansk operettkompositör.
- 13 november – Nikolaj Medtner, 71, rysk tonsättare.
- 16 november – Edvin Ziedner, 59, svensk kapellmästare och kompositör.
- 12 december – Mildred Bailey, 44, amerikansk sångare.

### Fotnoter
1. ↑  Anon. "Riviera Dei Fiori"; Anon. "Sanremo 1951 Arkiverad 6 mars 2009 hämtat från the Wayback Machine.", Sanremo Festival Website (läst 30 november 2009).
2. ↑  Henry Cowell, "Current Chronical: New York", Musical Quarterly 37, no. 3 (July): 396–402. Citation is on pp. 399–400.
3. ↑  Everett Helm, "Current Chronical: [Berlin]", Musical Quarterly 37, no. 4 (October): 590–97.
4. ↑  "Queen Elisabeth Competition 1951–2008 Arkiverad 8 oktober 2018 hämtat från the Wayback Machine.", p. 3.
5. ↑  Anonymous, 'First Performance of a Haydn Opera', The Times, issue 52024 (Monday, 10 June 1951): p. 4, col G.
6. ↑  A. J., "Cheltenham Festival", The Musical Times 92, no. 1303 (Sep., 1951): 416–17.
7. ↑  Anon., "The Haslemere Festival", The Musical Times 92, no. 1301 (juli 1951): 312.
8. ↑  Adolf Aber, "Tradition and Revolution at Bayreuth", The Musical Times 92, no. 1304 (oktober 1951): 453–57.
9. ↑  David Cherniavsky, "The Salzburg Festival", The Musical Times 92, no. 1305 (november 1951): 517–18.
10. ↑  Anonymous, 'Berlin Festival of the Arts: Turn of Western Culture', The Times, issue 52091 (Tuesday, 28 augusti 1951): p. 3, col G.
11. ↑  Margaret Reece-Evans, "The Swansea Festival", Musical Times 92, no. 1305 (November): 516.
12. ↑  Donaueschinger Musiktage: Programme seit 1921 Arkiverad 20 mars 2012 hämtat från the Wayback Machine..
13. ↑  Anonymous, 'Royal Opera House: "Turandot"', The Times, issue 52139 (Tuesday, 23 October 1951): p. 6, col F.
14. ↑  Anonymous, 'Visit of Hamburg Radio Orchestra: Series of Concerts', The Times, issue 52164 (Wednesday, 21 november 1951): p. 2, col F.
15. ↑  Anonymous, 'Opening of the Season at La Scala: Two First Performances', The Times, issue 52179 (lördag 8 december 1951): p. 5, col C.
16. ↑  ”78:or & film”. http://78-varv.atspace.cc/metronom.htm. Läst 3 juni 2011.
17. ↑  ”78:or & film”. http://78-varv.atspace.cc/philips.htm. Läst 3 juni 2011.
18. ↑  ”78:or & film”. http://78-varv.atspace.cc/cavalcad.htm. Läst 3 juni 2011.
19. ↑  ”Låtar du trodde var svenska”. Arkiverad från originalet den 26 oktober 2013. https://web.archive.org/web/20131026075436/http://gotiskaklubben.wordpress.com/2013/09/22/latar-du-trodde-var-svenska/. Läst 22 mars 2011.
20. ↑  Wilfrid H. Mellers, "Current Chronicle:[London]", The Musical Quarterly 37, no. 4 (October): 580–8.